# Ивовые
И́вовые (лат. Salicaceae) — семейство растений порядка Мальпигиецветные. По современным представлениям на основе системы APG включает 56 родов и около 1500 ботанических видов. Наиболее известные представители — ивы и тополя. Среди ивовых много полезных растений, дающих дубильные вещества, корзиночный материал и т. д.
Формула цветка (Ивовые s. str.): {\displaystyle \ast P_{0}\;A_{2-\infty }\;G_{0}}; {\displaystyle \ast P_{0}\;A_{0}\;G_{({\underline {2}})}}.
В системе классификации Кронквиста семейство выделялось в монотипный порядок Ивоцветные (Salicales) и состояло из трёх родов: Ива, Тополь и Чозения.

## Ботаническое описание
Жизненная форма: деревья, кустарники.
Листья цельные очерёдные черешковые.
Растения однополые, двудомные. Соцветия — серёжки. Цветки сидят в пазухах прицветников. Цветки лишены околоцветника, тычинок 1—12 (у большинства — две), гинецей из двух-четырёх плодолистиков. Завязь верхняя.
Плод — многосемянная коробочка, семена летучие мелкие (1—2 мм), прорастают быстро, иногда в течение нескольких часов, но быстро теряют всхожесть (через три-четыре недели).

## Распространение и среда обитания
Распространены главным образом в Северном полушарии в областях с умеренным климатом.
На территории России произрастает три рода и около 150 видов семейства Ивовых; в средней полосе России — два рода, 23 дикорастущих и несколько культивируемых видов.

## Классификация

### Таксономическое положение
- Salicaceae  Mirb., 1815, Elém. Physiol. Vég. Bot. 2: 905

Семейство Ивовые включается в порядок Мальпигиецветные, последовательно входящий в более крупные клады Фабиды → Розиды → Суперрозиды → Эвдикоты → Цветковые растения. Таксономическая схема в соответствии с Системой APG IV по состоянию на июнь 2024 года:
|  |                          |  |                                   |                          |                  |  | еще 35 семейств |          |  |            |
|  |                          |  |                                   |                          |                  |  |                 |          |  |            |
|  |                          |  |                                   | порядок Мальпигиецветные |                  |  |                 |          |  |            |
|  |                          |  |                                   |                          |                  |  |                 |          |  | 1 544 вида |
|  | клада Цветковые растения |  |                                   |                          | семейство Ивовые |  |                 | 56 родов |  |            |
|  | клада Цветковые растения |  |                                   |                          |                  |  |                 | 56 родов |  |            |
|  |                          |  | ещё 63 порядка цветковых растений |                          |                  |  |                 |          |  |            |
|  |                          |  |                                   |                          |                  |  |                 |          |  |            |

### Роды
Некоторые из них:
- Abatia — Абатия
- Aphaerema
- Azara — Азара
- Banara
- Bartholomaea
- Bembicia — Бембиция
- Bennettiodendron
- Bivinia
- Byrsanthus
- Calantica
- Carrierea
- Casearia — Казеария
- Chosenia — Чозения
- Dissomeria
- Dovyalis — Довиалис
- Euceraea
- Flacourtia — Флакуртия
- Gerrardina
- Hasseltia
- Hasseltiopsis
- Hecatostemon
- Hemiscolopia
- Homalium — Гомалиум
- Idesia — Идезия
- Itoa — Итоа
- Laetia
- Lasiochlamys
- Ludia
- Lunania
- Macrohasseltia
- Mocquerysia
- Neopringlea
- Neoptychocarpus
- Olmediella
- Oncoba
- Ophiobotrys
- Osmelia
- Phyllobotryon
- Phylloclinium
- Pineda
- Pleuranthodendron
- Poliothyrsis — Полиотирсис
- Populus — Тополь
- Priamosia
- Prockia
- Pseudoscolopia — Псевдосколопия
- Pseudosmelia
- Ryania — Риания
- Salix — Ива
- Samyda
- Scolopia — Сколопия
- Scyphostegia
- Tetrathylacium
- Tisonia
- Trimeria
- Xylosma — Ксилосма
- Zuelania — Суелания